# L'insurrezione armata
L'insurrezione armata (in tedesco Der bewaffnete Aufstand) è un libro pubblicato dal Comintern in Germania con lo pseudonimo di A. Neuberg, scritto come una sorta di libro di testo sulla teoria dell'organizzazione di una insurrezione armata.
Il libro fu preparato da un istruttore dell'apparato militare del Kommunistische Partei Deutschlands ("Partito Comunista di Germania", KPD) e da un agente del dipartimento di intelligence dell'Armata Rossa, August Gailis. Fu pubblicato originariamente in tedesco (“Der bewaffnete Aufstand”, 1928), seguito tre anni dopo dalle traduzioni in francese (“L’insurrection armée”, 1931) e in russo ("Вооружённое восстание", 1931). Nel 1932, i trotskisti spagnoli pubblicarono una traduzione spagnola all'insaputa del Comintern.

## Contenuti e significato dell'opera
Secondo Mao, una guerra rivoluzionaria o resistenziale può essere combattuta secondo la dottrina della guerra prolungata. Tale dottrina prevede tre fasi consecutive. La prima è la “fase prerivoluzionaria” (o preresistenziale), nella quale i ribelli si organizzano, si addestrano, si equipaggiano, formano i quadri di comando, creano le proprie basi sicure – i cosiddetti “santuari” – nelle zone più remote e inaccessibili del Paese (oppure oltreconfine, in un Paese amico o almeno neutrale) allo scopo di depositare e produrre materiali critici, creano una loro rete logistica, un loro sistema di comunicazione criptato, eccetera. La seconda fase è quella dello “stallo strategico”, ovvero una lunga guerra d'attrito che può durare anni o decenni, caratterizzata dalle operazioni di guerriglia vere e proprie, tese alla demoralizzazione e al logoramento sempre più intenso del nemico: uccisioni di soldati e poliziotti isolati; cecchinaggi; imboscate contro pattuglie e colonne in movimento; raid contro piccole unità e presidi militari; sabotaggio e distruzione di veicoli, depositi e installazioni; conquista di armi e munizioni; eccetera. La terza e ultima fase è quella della “controffensiva strategica”, nella quale i guerriglieri, dopo essere riusciti a danneggiare sufficientemente il nemico e dopo aver accumulato forze adeguate in termini di uomini armi e mezzi, possono uscire allo scoperto per trasformarsi in un esercito regolare vero e proprio, capace di ingaggiare e vincere il nemico per mezzo di tattiche e battaglie convenzionali, fino alla vittoria finale. 
I contenuti del libro L'insurrezione armata hanno maggiore attinenza con la terza e ultima fase di una guerra rivoluzionaria, contrariamente ad altri libri simili – come La guerra di guerriglia di 'Che' Guevara o come il Piccolo manuale della guerriglia urbana di Marighella – che si focalizzano invece sulla seconda. 
L'insurrezione armata tratta infatti teoria, prassi ed esempi storici relativi a una forza di insorti che tenta di assumere il controllo definitivo di un territorio – per esempio di una città – conquistando arsenali, caserme, stazioni di polizia, centri di telecomunicazione, centri amministrativi, fabbriche, stazioni ferroviarie, ponti, strade, eccetera per poi difenderli da un possibile contrattacco nemico. 
Engels, considerando gli eventi rivoluzionari del 1848 in Germania, descrisse il passaggio dalla ribellione armata alla formazione di un esercito rivoluzionario vero e proprio, sollevando così la questione – estremamente rilevante per la politica radicale di sinistra fra la seconda metà del XIX secolo e il primo terzo del XX secolo – della trasformazione delle rivolte popolari spontanee in forze armate capaci di opposizione organizzata al potere. L'insurrezione armata rappresenta un ulteriore sviluppo di questo tema, il che rende il libro estremamente interessante dal punto di vista della comprensione delle idee diffuse tra i dirigenti del Comintern sull'insurrezione armata, considerata come la più alta e «suprema forma» di lotta politica del proletariato contro il potere statale della borghesia, che «deve essere condotta secondo le regole della scienza militare», ovvero con «un piano di campagna, operazioni di combattimento offensive e devozione ed eroismo illimitati da parte del proletariato». Il libro L'insurrezione armata fu scritto in un momento in cui la leadership della Terza Internazionale (Comintern) e il Partito Comunista sovietico ritenevano possibile attuare l'idea della rivoluzione mondiale sotto forma di insurrezioni armate nei singoli Paesi.
Secondo Jörg Hülsmann, L'insurrezione armata fu probabilmente il primo studio sistematico sull'idoneità dei metodi di guerriglia per instaurare Stati comunisti.
Michael Hardt e Antonio 'Toni' Negri hanno valutato L'insurrezione armata come segue:

## Paternità dell'opera
Nel 1933 fu pubblicato un libro del propagandista nazista Adolf Erth, tradotto in molte lingue europee, intitolato: “L'insurrezione armata: rivelazioni del tentativo di colpo di stato comunista alla vigilia della rivoluzione nazionale”, in cui si sosteneva che Neuberg fosse lo pseudonimo di una figura importante nel movimento comunista tedesco, Heinz Neumann. La versione di Erth fu generalmente accettata nella letteratura anticomunista degli anni '50 e '60, venendo ripetuta in decine di libri, anche nelle memorie di Chiang Kai-shek.
Nel 1970 in Italia e Inghilterra, e nel 1971 in Germania, vennero pubblicate tre nuove edizioni del libro di Neuberg, corredate da note di presentazione dell'ex esponente del Comintern Erich Wollenberg, nelle quali egli nominò i "veri autori" del libro: lui stesso, così come Vasilij Bljucher, Hans Kippenberger, Osip Pjatnickij, Palmiro Togliatti, Michail Tuchačevskij, Joseph Unschlicht, Ho Chi Minh e Manfred Stern.
Questa versione è rimasta generalmente accettata, anche se negli anni '90 furono pubblicati documenti del Comintern, secondo i quali il vero autore del libro sarebbe l'agente sovietico August Gailis ("Neuberg" era il suo pseudonimo durante il lavoro clandestino in Germania), probabilmente aiutato da Tuure Lehén (importante comunista finlandese e in seguito politico finlandese-sovietico, nonché filosofo, giornalista e storico).

## Struttura
Complessivamente, i contenuti di L'insurrezione armata sono organizzati secondo il seguente indice:
- Introduzione
- I. La Seconda Internazionale e l'insurrezione
- II. Il bolscevismo e l'insurrezione
- III. L'insurrezione di Reval
- IV. L'insurrezione di Amburgo
- V. L'insurrezione di Canton
- VI. Le insurrezioni di Sciangai
- VII. L'opera del Partito comunista per la disgregazione delle forze armate delle classi dominanti
- VIII. L'organizzazione delle forze armate del proletariato
- IX. La direzione del lavoro militare del Partito
- X. Il carattere delle azioni militari all'inizio dell'insurrezione
- XI. Il carattere delle operazioni degli insorti nel corso dell'insurrezione
- XII. Il lavoro militare del Partito tra i contadini

L'opera è corredata da mappe e schemi.